# Vytfutia bedel
Espèce
Vytfutia bedel est une espèce d'araignées aranéomorphes de la famille des Phyxelididae.

## Distribution
Cette espèce est endémique de Sumatra en Indonésie.

## Publication originale
- Deeleman-Reinhold, 1986 : A new cribellate amaurobioid spider from Sumatra (Araneae: Agelenidae). Bulletin of the British arachnological Society, vol. 7, p. 34-36.